# Países Baixos nos Jogos Olímpicos de Inverno de 1936
Os Países Baixos participaram dos Jogos Olímpicos de Inverno de 1936 em Garmisch-Partenkirchen, na Alemanha. O país participou dos Jogos com oito atletas em três esportes. Foi a sua segunda participação nos Jogos de Inverno e assim como oito anos atrás nenhuma medalha foi ganha.